# Atletismo nos Jogos Olímpicos de Verão de 2012 - 3000 m com obstáculos masculino
A competição dos 3000 metros com obstáculos masculino nos Jogos Olímpicos de Verão de 2012 aconteceu nos dias 3 e 5 de agosto no Estádio Olímpico de Londres.
Campeão desta prova oito anos antes, nos Jogos Olímpicos de Atenas, o queniano Ezekiel Kemboi conquistou a medalha de ouro com o tempo de 8m18s56.

## Calendário
Horário local (UTC+1).
| Data        | Horário | Fase            |
| ----------- | ------- | --------------- |
| 3 de agosto | 13:00   | Primeira rodada |
| 5 de agosto | 21:25   | Final           |

## Medalhistas
| Ouro   | KEN Ezekiel Kemboi              |
| Prata  | FRA Mahiedine Mekhissi-Benabbad |
| Bronze | KEN Abel Mutai                  |

## Recordes
Antes desta competição, os recordes mundiais e olímpicos da prova eram os seguintes:
| Tipo | Atleta              | Tempo   | Local    | Data                   |
| ---- | ------------------- | ------- | -------- | ---------------------- |
|      | Saif Saaeed Shaheen | 7:53.63 | Bruxelas | 3 de setembro de 2004  |
|      | Julius Kariuki      | 8:05.51 | Seul     | 30 de setembro de 1988 |

## Primeira fase

### Bateria 1
| Pos. | Nome                        | CON                | Tempo   | Notas                |
| ---- | --------------------------- | ------------------ | ------- | -------------------- |
| 1    | Mahiedine Mekhissi-Benabbad | FRA França         | 8:16.23 | Q                    |
| 2    | Evan Jager                  | USA Estados Unidos | 8:16.61 | Q                    |
| 3    | Abel Mutai                  | KEN Quênia         | 8:17.70 | Q                    |
| 4    | Tarık Langat Akdağ          | TUR Turquia        | 8:17.85 | Q,                   |
| 5    | Nahom Mesfin Tariku         | ETH Etiópia        | 8:18.16 | q,                   |
| 6    | Benjamin Kiplagat           | UGA Uganda         | 8:18.44 | q                    |
| 7    | Amor Ben Yahia              | TUN Tunísia        | 8:22.70 | Recorde pessoal      |
| 8    | José Peña                   | VEN Venezuela      | 8:24.06 | Recorde nacional     |
| 9    | Ali Ahmed Al-Amri           | KSA Arábia Saudita | 8:26.22 | Recorde da temporada |
| 10   | Hicham Sigueni              | MAR Marrocos       | 8:35.89 |                      |
| 11   | Ángel Mullera               | ESP Espanha        | 8:38.07 |                      |
| 12   | Alberto Paulo               | POR Portugal       | 8:40.74 |                      |
| 13   | Steffen Uliczka             | GER Alemanha       | 8:41.08 |                      |

### Bateria 2
| Pos. | Nome                      | CON                | Tempo   | Notas |
| ---- | ------------------------- | ------------------ | ------- | ----- |
| 1    | Brimin Kipruto            | KEN Quênia         | 8:28.62 | Q     |
| 2    | Yuri Floriani             | ITA Itália         | 8:29.01 | Q     |
| 3    | Brahim Taleb              | MAR Marrocos       | 8:29.02 | Q     |
| 4    | Jukka Keskisalo           | FIN Finlândia      | 8:29.13 | Q     |
| 5    | Nikolay Chavkin           | RUS Rússia         | 8:29.72 |       |
| 6    | Youcef Abdi               | AUS Austrália      | 8:29.81 |       |
| 7    | Jacob Araptany            | UGA Uganda         | 8:35.85 |       |
| 8    | Vincent Zouaoui-Dandrieux | FRA França         | 8:36.96 |       |
| 9    | Kyle Alcorn               | USA Estados Unidos | 8:37.11 |       |
| 10   | Artem Kosinov             | KAZ Cazaquistão    | 8:42.27 |       |
| 11   | Mario Bazán               | PER Peru           | 8:51.95 |       |
| 12   | Abdelaziz Merzougui       | ESP Espanha        | 8:58.20 |       |
| —    | Birhan Getahun            | ETH Etiópia        | —       | DNF   |

### Bateria 3
| Pos. | Nome                    | CON                | Tempo   | Notas                |
| ---- | ----------------------- | ------------------ | ------- | -------------------- |
| 1    | Roba Gari               | ETH Etiópia        | 8:20.68 | Q                    |
| 2    | Ezekiel Kemboi          | KEN Quênia         | 8:20.97 | Q                    |
| 3    | Hamid Ezzine            | MAR Marrocos       | 8:21.25 | Q                    |
| 4    | Donald Cabral           | USA Estados Unidos | 8:21.46 | Q                    |
| 5    | Ion Luchianov           | MDA Moldávia       | 8:22.09 | q,                   |
| 6    | Mohamed Khaled Belabbas | ALG Argélia        | 8:22.32 | Recorde da temporada |
| 7    | Alex Genest             | CAN Canadá         | 8:22.62 | Recorde da temporada |
| 8    | Vadym Slobodenyuk       | UKR Ucrânia        | 8:23.35 |                      |
| 9    | Łukasz Parszczyński     | POL Polônia        | 8:30.08 |                      |
| 10   | Weynay Ghebresilasie    | ERI Eritreia       | 8:37.57 |                      |
| 11   | Albert Minczér          | HUN Hungria        | 8:40.74 | Recorde da temporada |
| 12   | Stuart Stokes           | GBR Grã-Bretanha   | 8:43.04 |                      |
| —    | Víctor García           | ESP Espanha        | —       | DNF                  |

## Final
| Pos.              | Nome                        | CON                | Tempo   | Notas |
| ----------------- | --------------------------- | ------------------ | ------- | ----- |
| Medalha de ouro   | Ezekiel Kemboi              | KEN Quênia         | 8:18.56 |       |
| Medalha de prata  | Mahiedine Mekhissi-Benabbad | FRA França         | 8:19.08 |       |
| Medalha de bronze | Abel Mutai                  | KEN Quênia         | 8:19.73 |       |
| 4                 | Roba Gari                   | ETH Etiópia        | 8:20.00 |       |
| 5                 | Brimin Kipruto              | KEN Quênia         | 8:23.03 |       |
| 6                 | Evan Jager                  | USA Estados Unidos | 8:23.87 |       |
| 7                 | Hamid Ezzine                | MAR Marrocos       | 8:24.90 |       |
| 8                 | Donald Cabral               | USA Estados Unidos | 8:25.91 |       |
| 9                 | Tarık Langat Akdağ          | TUR Turquia        | 8:27.64 |       |
| 10                | Ion Luchianov               | MDA Moldávia       | 8:28.15 |       |
| 11                | Brahim Taleb                | MAR Marrocos       | 8:32.40 |       |
| 12                | Nahom Mesfin Tariku         | ETH Etiópia        | 8:35.12 |       |
| 13                | Yuri Floriani               | ITA Itália         | 8:40.07 |       |
| —                 | Benjamin Kiplagat           | UGA Uganda         | —       | DSQ   |
| —                 | Jukka Keskisalo             | FIN Finlândia      | —       | DNF   |

Legenda
| Recorde mundial      | Recorde mundial (World record)               |                       | Recorde africano                      | Recorde africano (African) |                                           | Q | Classificado por posição (Qualified) |
| Recorde olímpico     | Recorde olímpico (Olympic record)            | Recorde da América    | Recorde da América (Americas)         | q                          | Classificado por melhor tempo (Qualified) |   |                                      |
| Melhor marca do ano  | Melhor marca do ano (World leading)          | Recorde asiático      | Recorde asiático (Asian)              | DNS                        | Não largou (Did not start)                |   |                                      |
| Recorde nacional     | Recorde nacional (National record)           | Recorde europeu       | Recorde europeu (European)            | DNF                        | Não terminou (Did not finish)             |   |                                      |
| Recorde pessoal      | Recorde pessoal do atleta (Personal best)    | Recorde da Oceania    | Recorde da Oceania (Oceania)          | DSQ / DQ                   | Desclassificado (Disqualified)            |   |                                      |
| Recorde da temporada | Recorde da temporada do atleta (Season best) | Recorde sul-americano | Recorde sul-americano (South America) | NM                         | Sem marca (No mark)                       |   |                                      |